# Frederic Castelló
Frederic Castelló Ferreres (nacido en Vall de Uxó, Castellón el 8 de abril de 1979) más conocido como Fede, es un ex-baloncestista y entrenador de baloncesto español que actualmente es entrenador del TAU Castelló de la LEB Oro.

## Trayectoria deportiva

### Como jugador
El vallduxense debutaría como jugador de baloncesto en la temporada 1997-98 en las filas del CB Calpe en Liga EBA y durante su trayectoria formaría parte de diversos equipos como Denia Bàsquet, Gandía Bàsquet, Menorca Bàsquet, Óbila Club de Basket, ADT Tarragona, Club Baloncesto Peñas Huesca y TAU Castelló, donde se retiró en 2013.

### Como entrenador
En la temporada 2013-14, se incorpora como entrenador ayudante de Toni Ten en el Amics del Bàsquet Castelló de la Liga Española de Baloncesto Plata y tras tres temporadas en la división de bronce del baloncesto español, en 2015 lograría el ascenso a la Liga Española de Baloncesto Oro.
En la temporada 2022-23, tras la marcha de Toni Ten, Castelló seguiría en el conjunto castellonense como entrenador de Juan Antonio Orenga durante dos temporadas. Además, dirigiría a algunos equipos de cantera como el equipo junior y el de Liga EBA.
El 13 de junio de 2024, tras once temporadas como entrenador ayudante, se convierte en entrenador principal del TAU Castelló de la LEB Oro.

## Clubs

### Como entrenador
- 2013-2024. Amics del Bàsquet Castelló. LEB Plata/LEB Oro. Entrenador Ayudante
- 2024-actualidad: Amics del Bàsquet Castelló. LEB Oro. Primer entrenador

## Palmarés
- 2015: Ascenso a Liga LEB Oro.